# آی‌دبلیوآی تاور
این اسلحه که توسط صنایع نظامی اسرائیل طراحی و ساخته شده به یک اسلحه بین‌المللی تبدیل شد.
اسلحه سبک و کوتاه و در عوض بسیار کشنده طور در سال ۲۰۰۱ به خدمت گرفته شد، این سلاح قرار است در آینده جایگزین دو اسلحه ام ۱۶ و گالیل شود و ارتش اسرائیل از سلاح ساختهٔ خود استفاده کنند.
اسرائیل از سال ۱۹۹۱ طراحی این سلاح را به صنایع نظامی خود واگذار کرد تا اینکه در سال ۱۹۹۸ برای اولین بار در معرض دید عموم قرار گرفت.
فرماندهی ارتش اسرائیل در سال ۲۰۰۸ این سلاح را در عملیات سرب گداخته هنگام درگیری با نیروهای مقاومت فلسطینی بکار گرفت.

## ویژگی‌ها
خشاب در پشت و دسته و ماشه در جلو که باعث شده طول سلاح بدون هیچ تأثیری بر برد آن کوتاه شود.
وزن آن بخاطر استفاده از مواد ترکیبی در ساختارش کم است.
اجزای آن سخت و قوی بوده ولی باز و بسته و تمیز کردن آن راحت است.
لگد آن بسیار کمتر از اسلحه ام ۱۶ است.
می‌توان بر روی آن انواع نارنجک‌انداز نصب کرد.
می‌توان برای سرکوب شورش از گلوله پلاستیکی استفاده کرد.
دارای ضامن، سامانه تیراندازی نیمه خود کار (شلیک چند گلوله در یک بار ماشه کشیدن) یا خودکار (شلیک تمام خشاب با یک بار ماشه کشیدن) می‌باشد.
اسلحه با سامانه فشار گاز کار می‌کند.
قادر به شلیک ۷۵۰ تا ۹۰۰ گلوله در دقیقه است.
گنجایش خشاب ۳۰ گوله است.
وزنش بدون گلوله ۳ کیلو و ۲۷۰ گرم است.
این سلاح می‌تواند از هر دو کالیبر ۵٫۵۶ و ۹ میلیمتر استفاده نماید، این قابلیت موجب صرفه جویی در زمان آموزش، قطعات یدکی و هزینه‌های کلی می‌شود.
این سلاح دارای یک لوله خفه کن می‌باشد که قابلیت استفاده برای هر دو کالیبر را داراست.

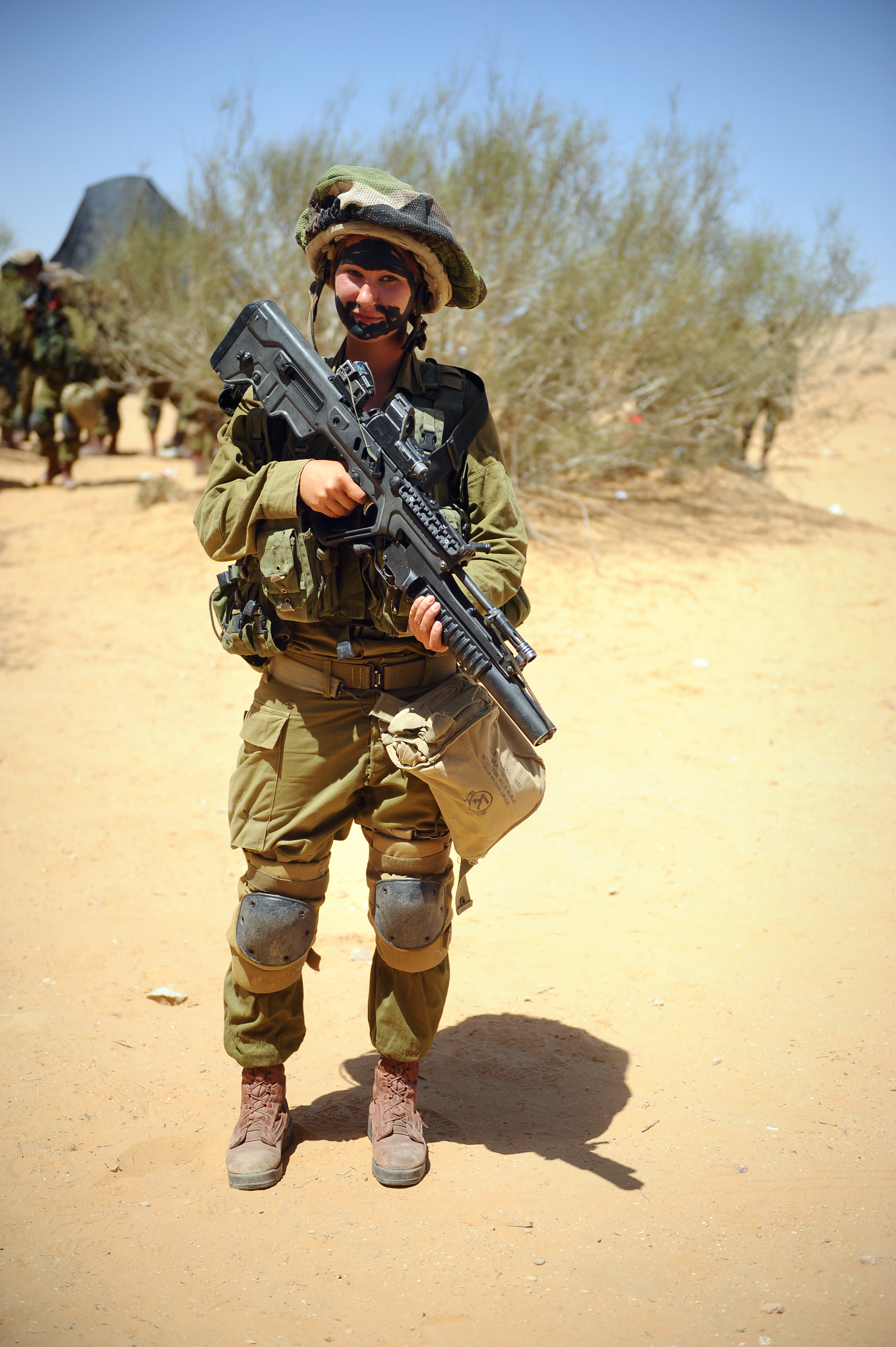
سرباز زن اسرائیلی